# Vĩnh Tường (phường)
Vĩnh Tường là một phường thuộc thị xã Long Mỹ, tỉnh Hậu Giang, Việt Nam.

## Địa lý
Phường Vĩnh Tường nằm ở phía bắc thị xã Long Mỹ, có vị trí địa lý:
- Phía đông và phía bắc giáp xã Long Bình
- Phía tây giáp huyện Vị Thủy
- Phía nam giáp phường Bình Thạnh.

Phường Vĩnh Tường có diện tích 11,02 km², dân số năm 2019 là 5.027 người, mật độ dân số đạt 456 người/km².

## Lịch sử
Phường được thành lập vào ngày 15 tháng 5 năm 2015 trên cơ sở điều chỉnh một phần diện tích và dân số của xã Long Bình (gồm một phần các ấp Bình Tân, Bình Hòa, Bình Hiếu).
Sau khi thành lập, phường có 995,78 ha diện tích tự nhiên, dân số là 5.631 người.

## Hành chính
Phường Vĩnh Tường được phân chia thành 3 khu vực: Bình Tân, Bình Hòa, Bình Hiếu.